# デンソー工業学園
デンソー工業学園（デンソーこうぎょうがくえん）は、愛知県安城市にあるデンソーが運営する認定職業訓練による職業訓練施設。2019年1月までは、デンソーの子会社のデンソー技研センターが運営していた。

## 沿革
- 1954年（昭和29年）- 技能者養成所を開設。
- 1970年（昭和45年）- 日本電装工業高等学園に改称。
- 1973年（昭和48年）- 日本電装学園に改称。
- 1987年（昭和62年）- 日本電装工業技術短期大学校に改称。
- 1996年（平成8年）10月 - デンソー工業技術短期大学校に改称。
- 2011年（平成23年）4月 - デンソー工業学園に改称。

## 設置課程

### 工業高校課程
- 対象者：中学校卒業、または、義務教育課程修了者
- 目的：高度技能者育成
- 期間：3年
- 手当:1年生14.6万円、2年生15万円、3年生16万円（2019年度月額、他に年2回の特別手当）
- 技能連携制度により、科学技術学園高等学校と連携している。通信制高校の卒業資格を取得できる。
- 選抜により豊田工業大学への進学が可能

### 高等専門課程
- 普通職業訓練普通課程
- 目的：高度技能者育成
- 対象者：高校新卒者
- 期間：1年
- 手当：14.9万円（2008年度月額、他に年2回の特別手当）
- コース
  - 情報
  - 設備制御
  - 試験実験

- 選抜により豊田工業大学への進学が可能

※2024年1月現在 
- 手当:17.1万円

### 短大課程(2013年度より採用なし)
- 高度職業訓練専門課程
- 目的：実践的技術者育成
- 対象者：高校新卒者
- 期間：2年
- 手当：14.9万円（2008年度月額、他に年2回の特別手当）
- 学科
  - 電子技術科
  - メカトロニクス技術科（工業高校課程からの進学者が対象）
- 選抜により豊田工業大学への進学が可能
- 新規採用は2013年をもって廃止された。その為2014年度に2年生が卒業し、短大過程は消滅した。

留学課程
- 目的:海外拠点の技能向上
- 対象者:海外拠点の従業員
- 期間:1年

### 技能開発課程
- 工業高校課程、高等専門課程の卒業者より選抜
- 期間：2〜3年
- 目的：技能五輪大会選手の育成
- 職種
  - 電子機器組み立て
  - 工場電気
  - メカトロ